# Honderdste aap
De honderdste aap of het honderd-apeneffect verwijst naar het idee dat als genoeg mensen een bepaald gedrag aangeleerd hebben, het spontaan in het gemeenschappelijk bewustzijn terechtkomt. Hiervoor zou een paranormale verspreiding van een idee of vaardigheid als het door een deel van een populatie gekend is naar de rest van de populatie overspringen.
De naam verwijst naar vermeende waarnemingen van Lawrence Blair en Lyall Watson die stelden dat het door Japanse wetenschappers bij een apenkolonie was gezien. Het blijkt echter gebaseerd te zijn op onjuiste citaten. Veel schrijvers nemen het idee over maar controleren de oorspronkelijke waarnemingen niet.

## Oorsprong van het idee
Het verhaal van de Honderdste Aap werd in 1975 gepubliceerd in het voorwoord van het boek Rhythms of Vision van Lawrence Blair. Lyall Watson herhaalt de claim van Blair in zijn boek Lifetide (1979). De auteurs beschrijven ongeveer hetzelfde verhaal. Niet bij naam genoemde wetenschappers zouden (volgens Watson in 1952) een studie hebben gedaan naar Japanse makaken (apen) op het Japanse eiland Koshima. De wetenschappers zouden gezien hebben dat sommige apen leerden om zoete aardappels te wassen, en dat deze vaardigheid zich langzaam verspreidde onder de jongere apen, op de gebruikelijke manier door observatie en imitatie. Volgens Watson zagen de onderzoekers toen dat op een bepaald moment een bepaalde kritische hoeveelheid apen het kunstje hadden geleerd -zogezegd de 'honderdste' aap- dit tot dan toe aangeleerde gedrag zich onmiddellijk over het water heen verspreidde naar apen op naburige eilanden.
Dit verhaal werd nog meer gepopulariseerd door Ken Keyes Jr. door de publicatie van The Hundredth Monkey. In Nederland verscheen dit in 1984 als De Honderdste Aap, deel 100 van de z.g. Ankertjesserie van uitgeverij AnkhHermes. Keyes presenteerde de Honderdste Aap als een inspiratie, en als middel voor het bereiken van positieve veranderingen in de maatschappij.
Sindsdien is het verhaal als feit verder verspreid. Het verschijnt zelfs in educatieve boeken.

## Het originele onderzoek
In 1985 ging Elaine Myers terug naar de bron, en beschreef haar verhaal in het blad In Context. Ze ontdekte dat het originele onderzoeksrapport door het Japan Monkey Center in Vol. 2, 5, en 6 van wetenschappelijk blad Primates, en zag dat dit niet voldoende was om het verhaal van Watson te ondersteunen. Samengevat is ze kritisch over het bestaan van het honderdste aap verschijnsel; in het onderzoek wordt beschreven hoe het wassen van de zoete aardappels zich als gedrag geleidelijk verspreidde onder de apen en onderdeel werd van de set aangeleerde gedragingen van jonge apen, maar ze ziet geen bewijs voor het bestaan van een kritieke hoeveelheid apen waarna het idee zich plotseling verder verspreidde naar andere eilanden.

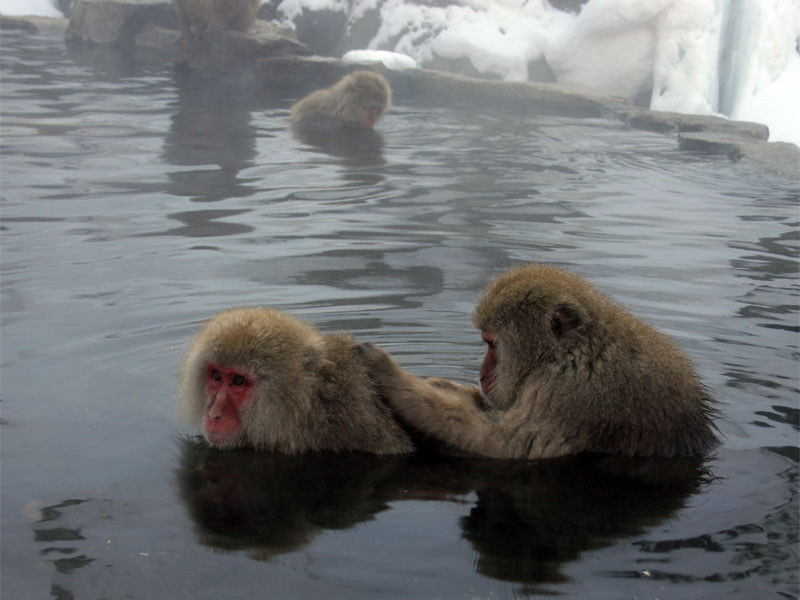
Twee vlooiende makaken in een warmwaterbron

Toch blijft het verhaal nog steeds populair onder New Age-auteurs en trainingen voor persoonlijke groei. Dit broodjeaapverhaal werd deel van de New Age-mythologie.
Ook onderzoeker Rupert Sheldrake gebruikt het verhaal als bewijs voor Morfogenetische velden over non-lokale effecten in bewustzijn en leren. Als gevolg hiervan is het verhaal een favoriet doelwit geworden van skeptici van paranormale zaken, die het gebruikten als titel van The Hundredth Monkey: And Other Paradigms of the Paranormal (Committee for the Scientific Investigation of Claims of the Paranormal, 1991).
In zijn boek Why People Believe Weird Things (Waarom Mensen Rare Dingen Geloven) legt Michael Shermer uit hoe dit broodje aap begon, populair werd en uiteindelijk weerlegd.

## Weerlegging
Een analyse van de toepasselijke literatuur door Ron Amundson, gepubliceerd door de Amerikaanse Skeptics Society, gaf aan waar de zwakke plekken liggen.
Niet onderbouwde claims dat er een plotselinge en opmerkelijke toename was in het deel van eerste apenpopulatie dat hun aardappels waste waren uitvergrotingen van een veel langzamer, veel normaler effect. In plaats van het mysterieus aanleren van de vaardigheid door alle apen, werd gezien dat het vooral de jonge apen waren die de vaardigheid van de oudere apen leerden door de normale imitatie. Oude apen die niet konden wassen leerden het over het algemeen niet meer. Maar door het sterven van de oudere apen en het verjongen van de populatie nam het aandeel wassers op een natuurlijke manier toe. Er lagen jaren tussen de observaties.
Claims dat de vaardigheid zich plotseling naar andere, geïsoleerde apenpopulaties verspreidde gaan voorbij aan het feit dat ten minste 1 wassende aap naar een andere populatie zwom en daar ongeveer vier jaar doorbracht. Het is ook de moeite van het opmerken waard dat de zoete aardappel pas beschikbaar kwam toen mensen het brachten: het is helemaal niet vreemd dat geïsoleerde populaties leren de aardappels te wassen in een vergelijkbare tijdsspanne nadat ze ermee in aanraking kwamen.